# المجلس الوطني لسلامة النقل

المجلس الوطني لسلامة النقل

المجلس الوطني لسلامة النقل (بالإنجليزية National Transportation Safety Board) وكالة فدرالية مستقلة مكلفة من قبل الكونغرس الأمريكي بالتحقيق في كل حوادث الطيران المدني بما في ذلك طيران المسافرين التجاري في الولايات المتحدة الأمريكية وكذلك الحوادث الكبيرة في وسائل النقل الأخرى كالسكك الحديدة والطرق السريعة والبحرية وخطوط الأنابيب عند الطلب. وإصدار التوصيات التي تهدف إلى منع وقوع تلك الحوادث في المستقبل. ويقع مقر الوكالة في واشنطن العاصمة.
هو أيضا المسؤول عن التحقيق في حالات إطلاق النفايات الخطرة التي تحدث أثناء النقل.

## المهام الرئيسية
يقوم المجلس بالتحقيق في أسباب حدوث كل من:
- حوادث الطيران المدني في الولايات المتحدة.
- بعض حوادث الطرق السريعة.
- حوادث السكك الحديدية كقطارات الركاب أو أي حادث قطار ينتج عنه وفاة واحدة على الأقل أو خسائر كبيرة في الممتلكات.
- الحوادث البحرية الرئيسية.
- حوادث خطوط الأنابيب التي نتج عنها وفيات أو خسائر كبيرة في الممتلكات.
- انبعاثات المواد الخطرة في جميع وسائل النقل.
- حوادث النقل التي تنتج عنها مشاكل ذات طبيعة متكررة.

## النشأة
تأسس المجلس كمنظمة مستقلة في عام 1967 حيث أخذت مهام التنظيم والتحقيق من هيئة الطيران المدني الأمريكية. في البداية كانت تتمتع بصلات قوية مع وزارة النقل في الأمريكية، وكانت هذه العلاقات قد قطعت في وقت لاحق كي يكون مجلس مستقل في عام 1975. وتتلقى المنظمة سلطتها من الفصل 11 - الباب 49 من قانون الولايات المتحدة الأمريكية. وقد باشرت التحقيق في أكثر من 124000 حادث طيران منذ إنشائها.

## التنظيم
يضم المجلس خمسة أعضاء يعينهم رئيس الولايات المتحدة الأمريكية لمدة خمس سنوات، يتم تعيين الرئيس من قبل رئيس الولايات المتحدة الأمريكية، ومن ثم يوافق عليه مجلس الشيوخ لمدة سنتين محددة الأجل. أما العضو الآخر فيعين نائباً للرئيس ويصبح رئيسا بالوكالة عندما لا يكون هناك رئيس رسمي. ولايسمح أن يكون هناك أكثر من 3 أعضاء من نفس الحزب السياسي.
يتألف المجلس من مكاتب فرعية منفصلة لسلامة الطرق السريعة، والسلامة البحرية، وسلامة الطيران والسكك الحديدية وخطوط الأنابيب، والتحقيقات المواد الخطرة، والبحث والهندسة، والتوصيات، والاتصالات، والأكاديمية وقضاة القانون الإداري.

## التحقيقات
يعتبر المجلس عادة المنظمة الرائدة في التحقيق في حوادث النقل ضمن اختصاصها وصلاحياتها، على الرغم من أن المجلس يقدم الدعم التقني في مثل هذه التحقيقات ومع ذلك يمكن الاستغناء عن هذا الجهاز وتكليف أجهزة حكومية أخرى إذا أعلن النائب العام الأمريكي أن حادثة معينة مرتبطة بفعل إجرامي متعمد. حدث هذا أثناء التحقيق في هجمات 11 سبتمبر ايلول عام 2001، حيث تولت وزارة العدل الأمريكية التحقيق.
ويجب أن تكون الحوادث داخل الولايات المتحدة الأمريكية وعادة ما يبدأ في إنشاء "فريق مباشرة الحادث"، وتتألف من المتخصصين في المجالات المتعلقة بالحادث. تليها تسمية غيرها من المنظمات أو الشركات بوصفها أطرافا في التحقيق. يجوز للمجلس عقد جلسات استماع علنية للمسائلة والتحقيق مع الجهات الحكومية أو الشركات الخاصة ذات العلاقة. وأخيرا يتم صياغة البيان الختامي، ويجوز لها أن تصدر توصيات السلامة إلا أن المجلس لا يملك سلطة قانونية لتنفيذ أو فرض توصياته.
قد يتولى المجلس التحقيق في حوادث وقعت خارج الولايات المتحدة الأمريكية في ظل ظروف معينة:
- حوادث في طائرات أمريكية الصنع أو مملوكة لأمريكيين (بخلاف الطائرات التي تديرها القوات المسلحة أو وكالة المخابرات المركزية).
- حوادث في الطائرات التي كان مقرر لها أن تهبط في الولايات المتحدة الأمريكية.
- حوادث في طائرات أمريكية الصنع أو مملوكة لأمريكيين في البلدان التي لايوجد بها جهات تحقيق متخصصة.

أيضاً يستطيع المجلس (إذا طلب منه ذلك وبرسوم معينة) تقديم الدعم والمشورة الفنية لجهات التحقيق في البلدان التي لا تملك المعدات أو الفنيين المتخصصين لحل ألغاز حوادث النقل والطيران المعقدة.